# فاخينينجن
فاخينينجن (بالهولندية: Wageningen ) هي بلدية ومدينة تاريخية بهولندا، في خيلدرلند. وتشتهر بجامعة فاخينينجن والمتخصصة في علوم الحياة.

## التاريخ
تقع أقدم المستوطنات المعروفة في فاخينينجن إلى الشمال من مركز البلدة الحالي. ويعود ذكر هذه المستوطنات إلى عام 828م. تم تشييد كنيسة صغيرة على تلى شرقي البلدة خلال مطلع العصور الوسطى. وقد تم العثور على عدة مزارع أخشاب بالقرب من أعلى التلة. وقد عُثر على أرضية حجرية بالقرب من فندق دي فيرلد (Hotel de Wereld) يعود لحوالي القرن الثاني عشر. وتم حماية المدينة بسور دفاعي جرى تشييد قلعة عام 1526، ولكنها تفككت خلال القرن الثامن عشر. وما زالت أسس الأبراج الثلاثة وجزء من الجدار باقية حتى يومنا هذا.
لحق بمدينة فاخينينجن وسكانها ومؤسساتها الكثير من الضرر خلال الحرب العالمية الثانية. فقد تعرض وسط فاخينينجن للتدمير نتيجة النيران وذلك بعد الغزو الألماني للبلاد في شهر مايو عام 1940. وتشتهر البلدة بالدور الذي لعبته في إنهاء الحرب بهولندا لأن فاخينينجن هي الموقع الذي أعلن فيه الجنرال الألماني يوهانس بلاسكوفيتز عن استسلامه للجنرال الكندي تشارلز فولكز بتاريخ 5 مايو عام 1945، وهو ما أنهى رسمياً الحرب في هولندا. تفاوض الجنرالان على شروط الاستسلام في فندق دي فيرلد (Hotel de Wereld) وسط المدينة. ويقام الآن في يوم التحرير الوطني لهولندا والمصادف للخامس من شهر مايو كل عام مهرجان كبير في فاخينينجن للاحتفال بتحرير البلاد من الاحتلال الألماني. وفي المهرجان تخرج مسيرة للمحاربين القدامى في المدينة ويتم تكريمهم لخدمتهم العسكرية، ويزور حوالي 120,000 شخص المنشآت والمنصات المخصصة لإقامة الحفلات الموسيقية الواقعة بالقرب من المدينة.

## الجغرافيا
تقع فاخينينجن على الضفة الشمالية لنيديرراين (وهو القسم الهولندي من الراين الأسفل) وقسم من فيلواه.

خريطة طوبوغرافية لبلدية فاخينينجن، يوليو 2013، (تقرأ بعد ثلاث نقرات على الخريطة).

## التعليم
تكمن أهمية مدينة فاخينينجن وشهرتها بجامعتها المعروفة جامعة وأبحاث فاخينينجن المتخصصة بعلوم الحياة، والزراعة، وعلوم الأغذية، وعلم النبات والبيئة. شعار الجامعة هو «جودة الحياة». وجامعة فاخنينجن مصنفة كواحدة من أهم الجامعات في العالم في هذه اللاختصاصات.

## معرض صور

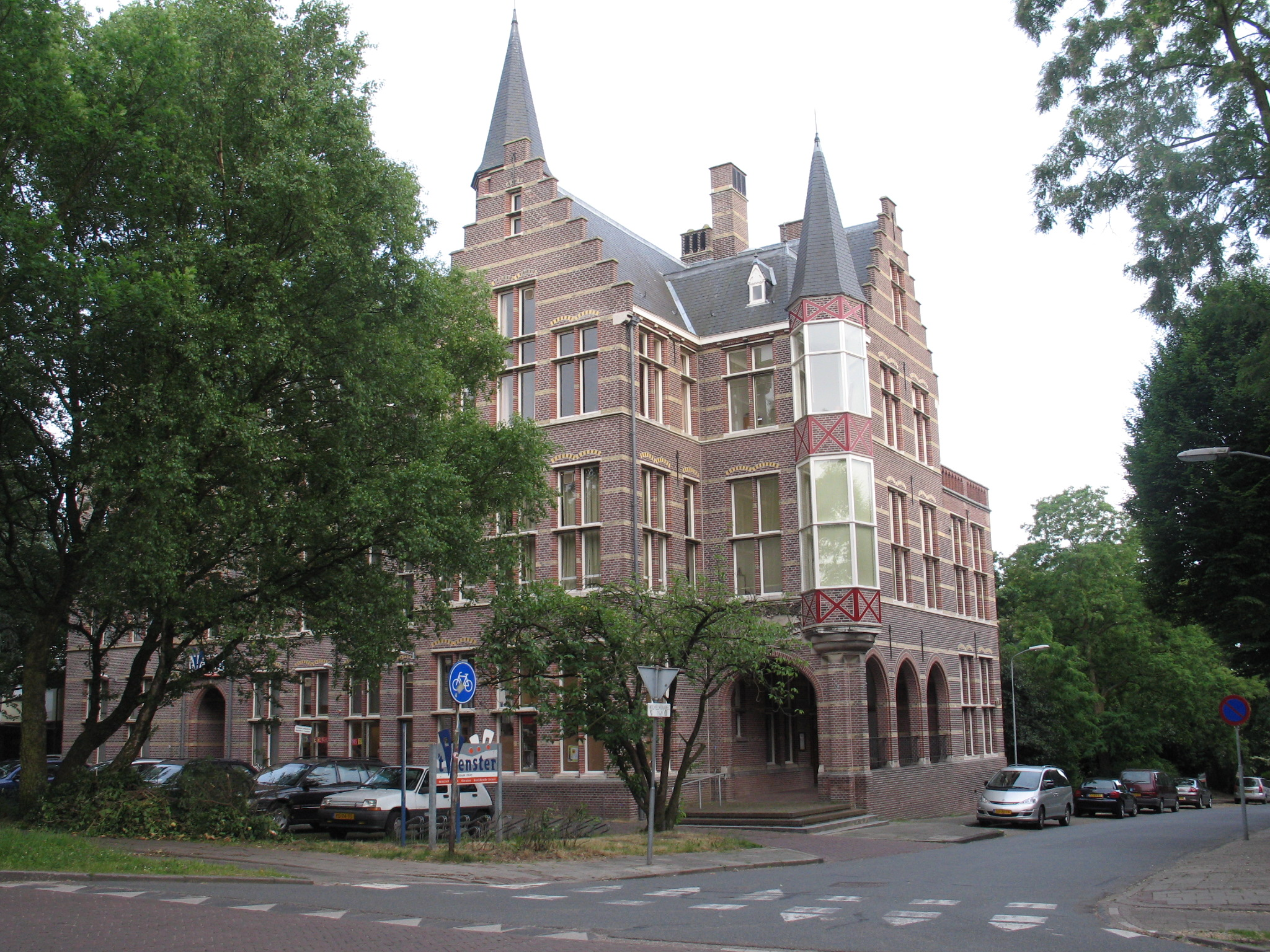
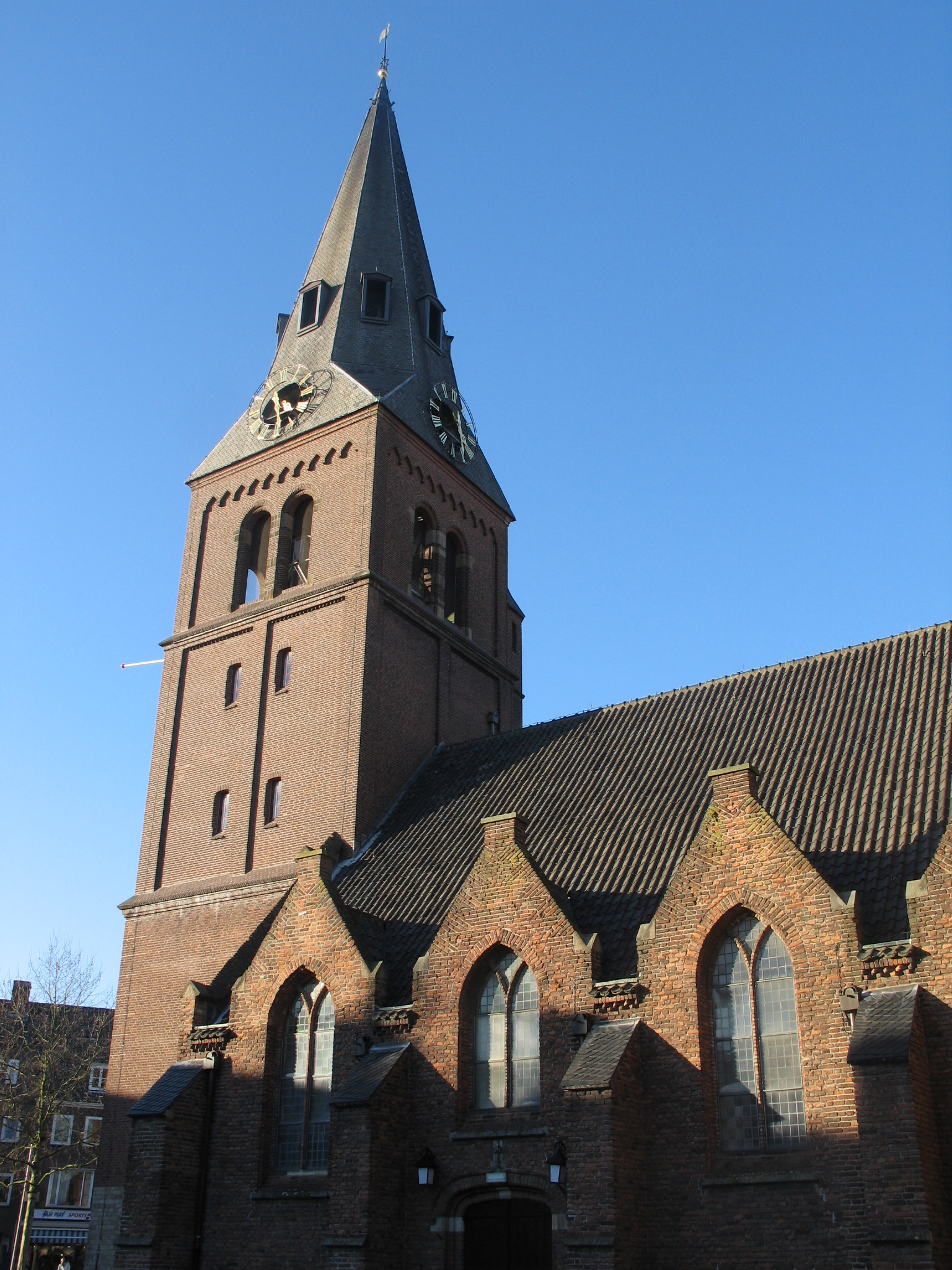
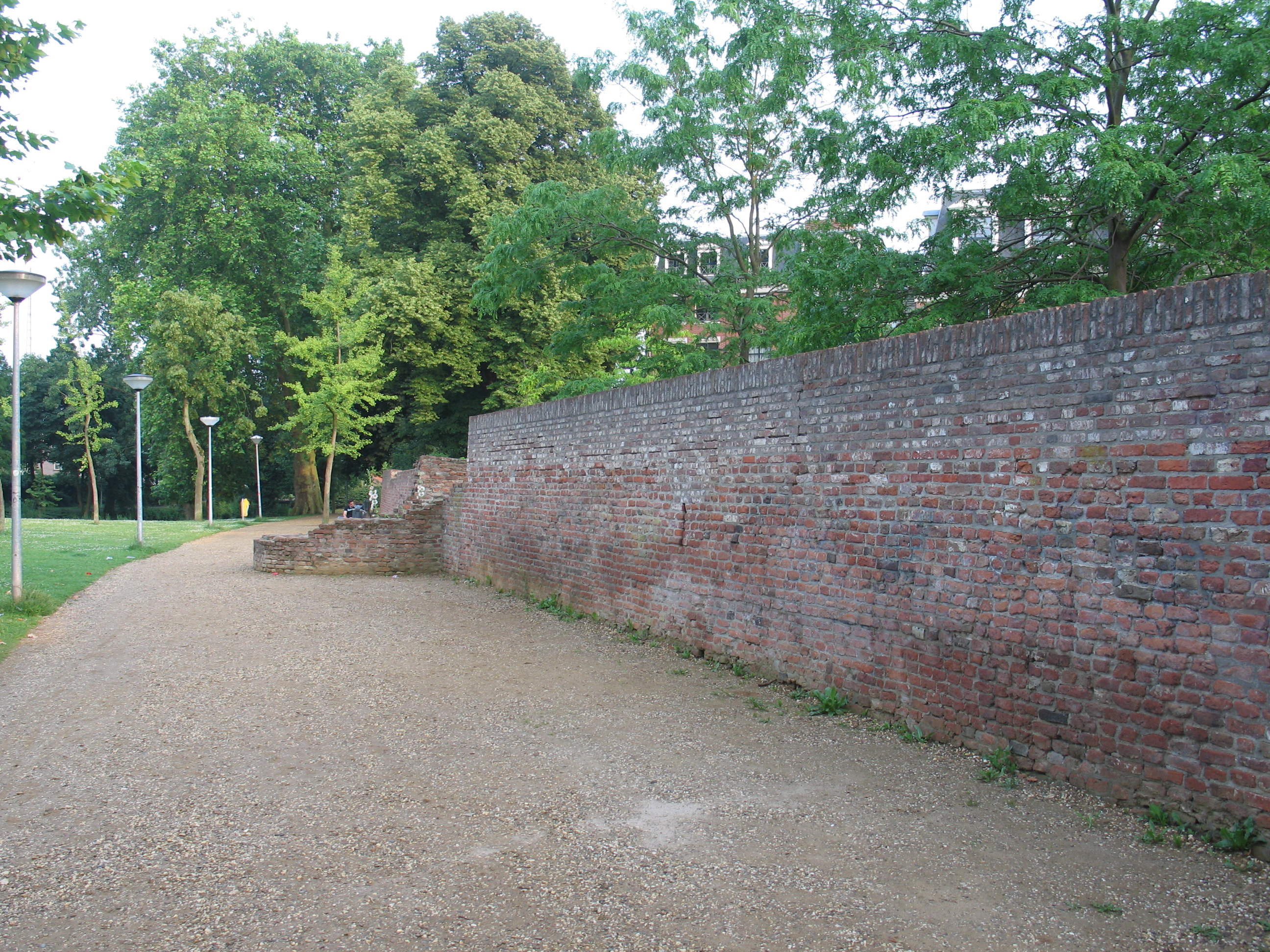
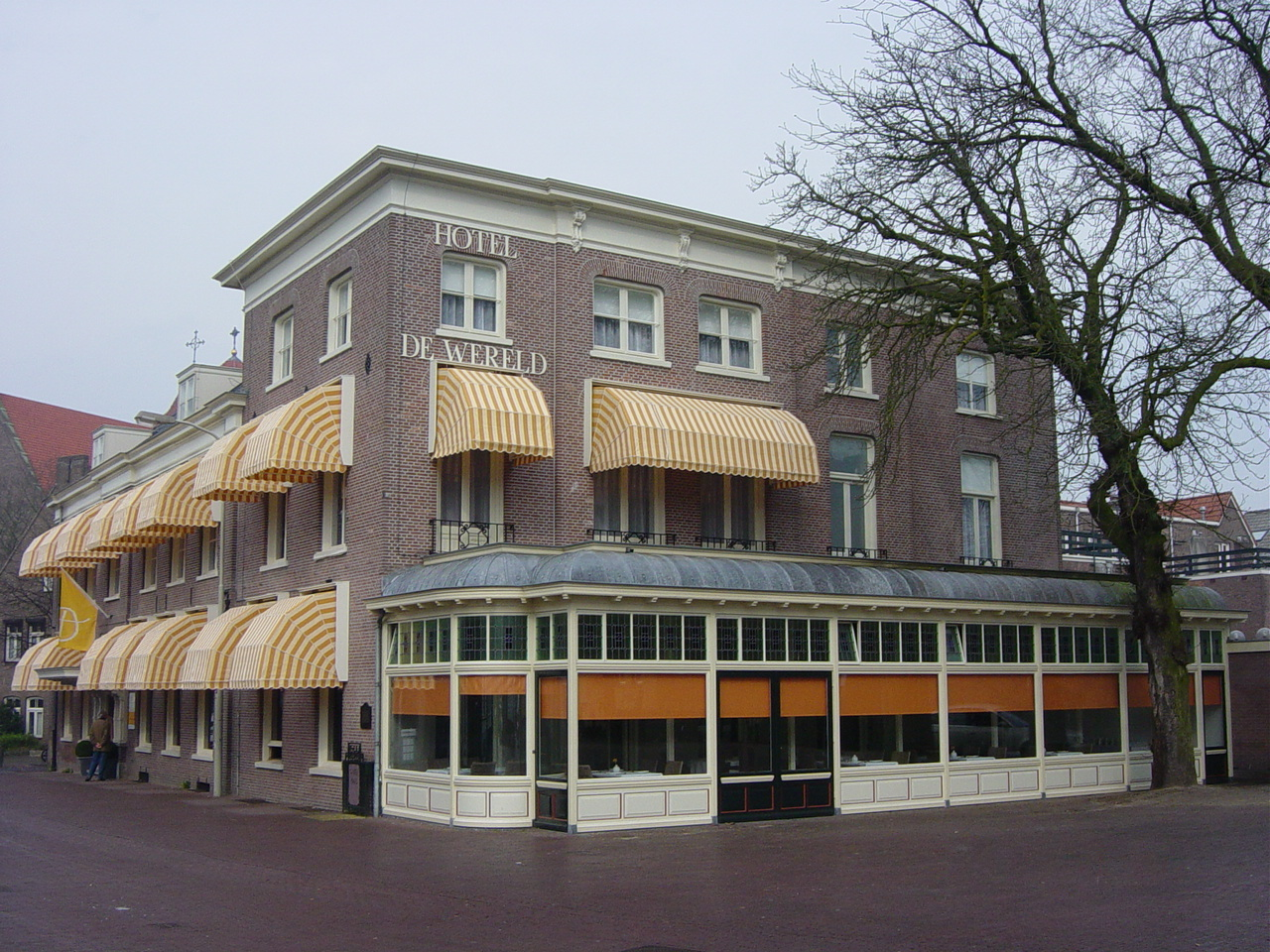
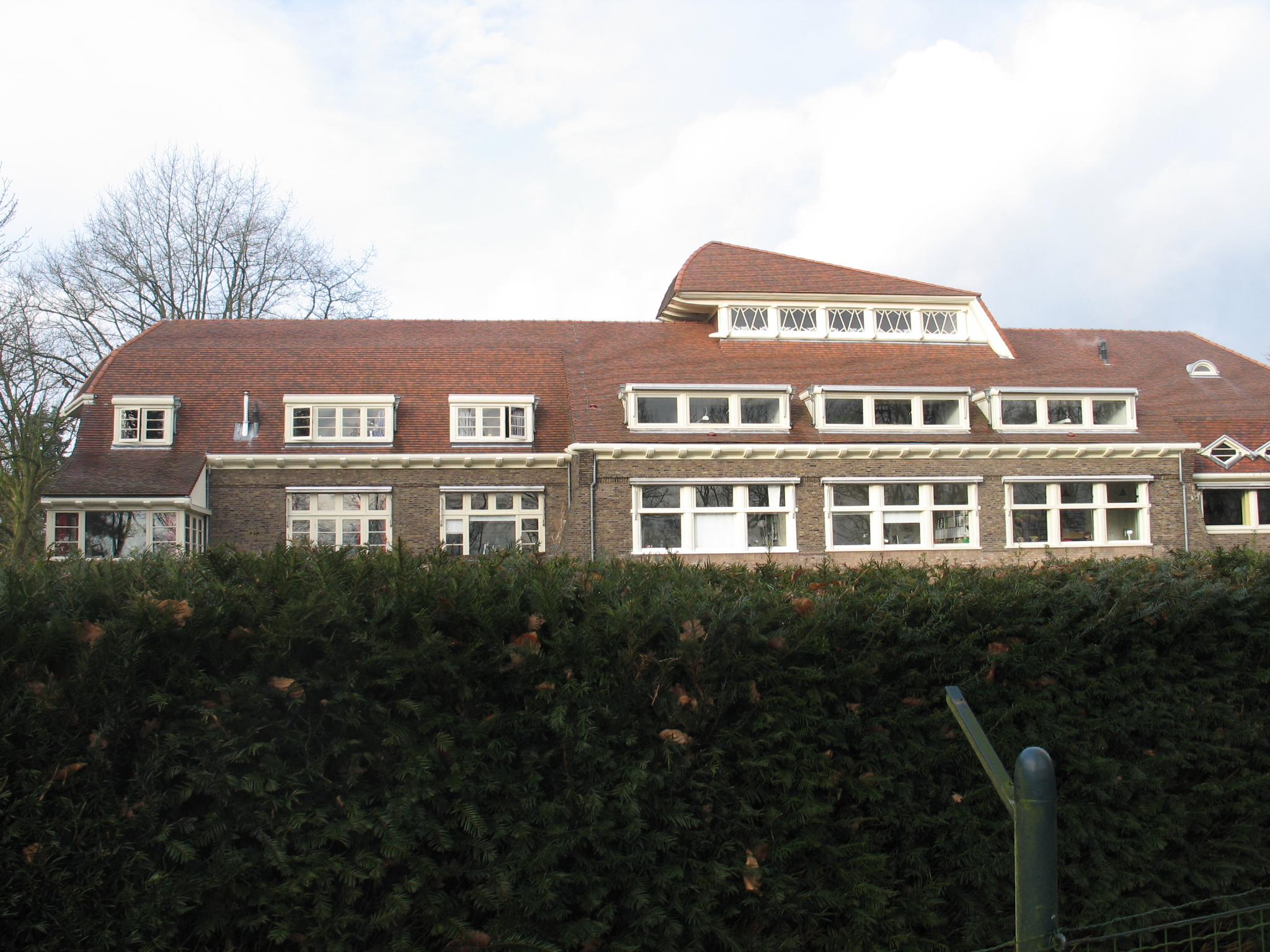
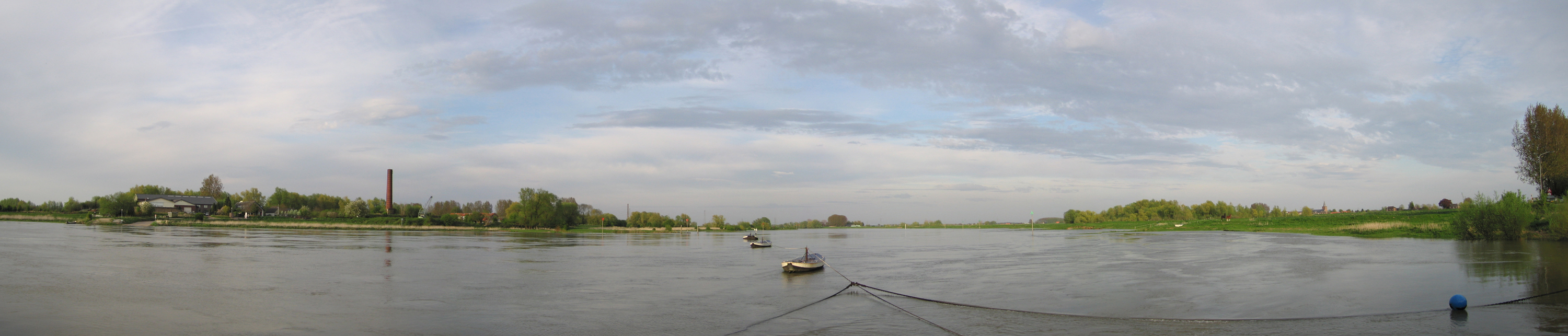